# Lata dwudzieste... lata trzydzieste...
Lata dwudzieste... lata trzydzieste... – polski film muzyczny z 1983 roku w reżyserii Janusza Rzeszewskiego.

## Fabuła
Inżynier Adam Dereń (Tomasz Stockinger) prowadzi poszukiwania ropy naftowej na Podkarpaciu. Finansowe oszustwo, w które został uwikłany, zmusza go do ucieczki. Postanawia jednak zemścić się na wspólnikach i lokuje ich kapitał w zagrożonym plajtą teatrze rewiowym. Gwiazdą tej sceny ma być początkująca piosenkarka Liza (Grażyna Szapołowska), której występ na pewno zrobi klapę. Jak się okazuje, inwestycja przynosi sukces finansowy, a plany spektakularnej plajty Derenia spełzły na niczym.

## Obsada
- Tomasz Stockinger – Adam Dereń
- Piotr Fronczewski – Fryderyk
- Krzysztof Kowalewski – Jan Krzyżtoporski, wspólnik Derenia
- Dorota Stalińska – Hanka
- Grażyna Szapołowska – Liza
- Irena Kwiatkowska – pani Aniela
- Jan Kobuszewski – Maksymilian Fuks, wspólnik Derenia
- Ewa Wiśniewska – żona Krzyżtoporskiego
- Jolanta Zykun – piosenkarka
- Ewa Kuklińska – Lena
- Małgorzata Drozd – pokojówka
- Lech Ordon – dyrektor kabaretu
- Marek Frąckowiak – mężczyzna rozmawiający z dyrektorami kabaretów
- Andrzej Gawroński – komik w kabarecie
- Jan Jurewicz – komornik
- Zofia Perczyńska – modystka
- Jan Prochyra – cyrkowiec
- Tadeusz Hanusek – szatniarz
- Ryszard Kotys – trener boksu
- Krzysztof Litwin – majster Pyzdra
- Wojciech Machnicki – amant
- Leopold Matuszczak – portier w banku

oraz:
- Wiesław Machowski
- Ludwik Pak